# Кук, Филип Пендлтон
Фи́лип Пе́ндлтон Кук (Philip Pendleton Cooke; 26 октября 1816 года, Мартинсберг, США — 20 января 1850 года) — американский юрист и поэт, брат романиста Джона Кука.
Филип Кук обучался в Принстонском университете. В годы учёбы он написал стихотворения «Song of the Sioux Lovers», «Autumn» и «Historical Ballads, No. 6 Persian: Dhu Nowas», а также короткий рассказ «The Consumptive». По окончании обучения в 1834 году Кук решил пойти по стопам отца, избрав профессию юриста. Поэзия же оставалась для него лишь хобби, несмотря на лестные отзывы и поддержку таких литераторов, как Руфус Уилмот Гризвольд и Джон Пендлтон Кеннеди. Его творчество было высоко оценено Эдгаром По, который писал Куку, что был бы рад видеть его работы в своём журнале. В 1835 году Филип Кук решил окончательно отказаться от поэзии и перешёл на прозу. Из произведений Кука наиболее известными стали «Froissart ballads and other poems» и «Chevalier Merlin».